# Sophia Kleinherne
Sophia Kleinherne (* 12. April 2000 in Telgte) ist eine deutsche Fußballspielerin. Die Abwehrspielerin steht beim Bundesligisten VfL Wolfsburg unter Vertrag und ist A-Nationalspielerin.

## Persönliches
Kleinherne hat zwei ältere Brüder, durch die sie mit dem Fußball in Berührung kam. Als sie 12 Jahre alt war, trennten sich ihre Eltern, woraufhin Kleinherne bei ihrer Mutter aufwuchs. Mit 14 Jahren ging sie auf ein Sport-Internat, im Alter von 17 Jahren wechselte sie an die Carl-von-Weinberg-Schule in Frankfurt am Main, einer Eliteschule des Sports, wo sie ihr Abitur machte. Niko Arnautis, ihr späterer Trainer bei Eintracht Frankfurt, war dabei ihr Lehrertrainer für Fußball. Neben ihrer Fußballkarriere studiert Kleinherne an der IST-Hochschule für Management – einer Fernuniversität – Sportmanagement und war Soldatin bei der Bundeswehr, Stand 2023 im Rang einer Hauptgefreiten.

## Fußball-Karriere

### Vereine
Kleinherne spielte zunächst für die SG Telgte und den BSV Ostbevern, ehe sie 2014 in die Jugendabteilung des FSV Gütersloh 2009 wechselte. Dort trat sie mit den B-Juniorinnen in der Bundesliga West/Südwest an und erreichte mit ihrer Mannschaft sowohl 2015 als auch 2016 die Endrunde um die Deutsche Meisterschaft. 2015 gewann sie mit der Westfalen-Auswahl den in Duisburg ausgetragenen U18-Länderpokal. In der Saison 2016/17 kam sie zudem zu ihren ersten beiden Einsätzen für die Frauenmannschaft des FSV in der 2. Bundesliga Nord und erzielte dabei ein Tor.
Zur Saison 2017/18 wechselte sie von Gütersloh zum 1. FFC Frankfurt II in die 2. Bundesliga Süd, wurde jedoch in der Winterpause in den Kader des Bundesligateams befördert. Nach diesem Wechsel des Vereins und auch des Verbandes gewann Sophia Kleinherne 2017 ein weiteres Mal den U18-Länderpokal, diesmal mit der U18-Hessenauswahl. Ihr Debüt in der Bundesliga feierte sie am 11. Februar 2018 (10. Spieltag), als sie bei der 0:1-Heimniederlage gegen die SGS Essen über die volle Spielzeit auf dem Platz stand. Im Juli 2020 wurde der 1. FFC Frankfurt in den Verein Eintracht Frankfurt integriert und bildet somit die Frauenfußballabteilung des Vereins.
Am 29. Oktober 2022 erzielte Kleinherne im Spiel gegen die TSG 1899 Hoffenheim in ihrem 100. Bundesligaspiel ihr erstes Bundesligator.
Unter Nutzung einer Ausstiegsklausel in ihrem Vertrag löste Kleinherne im Juni 2025 ihren Vertrag bei Eintracht Frankfurt vorzeitig auf und wechselte zum VfL Wolfsburg.

### Nationalmannschaft
Kleinherne feierte am 28. Oktober 2014 ihr Debüt im Nationaltrikot beim 13:0-Sieg der U15-Nationalmannschaft gegen Schottland. Nach zwei Einsätzen für die U16-Nationalmannschaft im Jahr 2015 gehörte sie 2016 bereits zum Kader der U17-Nationalmannschaft und nahm mit dieser an der Europameisterschaft teil. Sie kam in Belarus in sämtlichen fünf Turnierspielen zum Einsatz und wurde mit einem Finalerfolg (3:2 n. E.) gegen Spanien Europameisterin. Bei der U17-Weltmeisterschaft im selben Jahr gehörte sie ebenfalls zum deutschen Aufgebot, war wie schon bei der Europameisterschaft Stammspielerin und erreichte mit dem Team das Viertelfinale. Im Frühjahr 2017 folgte das Debüt in der U19-Nationalmannschaft, mit der sie sich im selben Jahr für die Jahrgangseuropameisterschaft in Nordirland qualifizierte und dort in zwei Gruppenspielen sowie dem mit 1:2 gegen Frankreich verlorenen Halbfinale zum Einsatz kam. Am 18. Oktober 2017 kam Kleinherne erstmals für die U20-Nationalmannschaft zum Einsatz. Bei der U19-Europameisterschaft 2019 in Schottland führte sie Deutschland als Kapitänin ins Finale, das knapp gegen Frankreich verloren wurde. Kleinherne wurde in das Team des Turniers berufen.
Am 9. November 2019 kam sie zu ihrem ersten Einsatz für die A-Nationalmannschaft im Freundschaftsspiel gegen England im Londoner Wembley-Stadion vor über 77.000 Zuschauern. Kleinherne spielte das komplette Spiel, das Deutschland mit 2:1 gewann, als Linksverteidigerin durch.
Für die EM 2022 in England wurde sie von der Bundestrainerin Martina Voss-Tecklenburg in den Kader berufen. Das deutsche Team erreichte das Finale, scheiterte dort an England und wurde Vize-Europameister. Kleinherne kam bei drei Spielen zum Einsatz und erzielte dabei ihr erstes Länderspieltor. 2023 wurde sie in den Kader für die Weltmeisterschaft in Australien und Neuseeland berufen, blieb jedoch als einzige Feldspielerin ohne Einsatz und schied mit Deutschland nach der Gruppenphase aus.
Bundestrainer Christian Wück berief sie im Juni in den Kader für die Fußball-Europameisterschaft der Frauen 2025. Kleinherne kam im Viertelfinale gegen Frankreich für die verletzte Sarai Linder ins Spiel und musste im verlorenen Halbfinale gegen Spanien selbst verletzt ausscheiden.

## Positionen

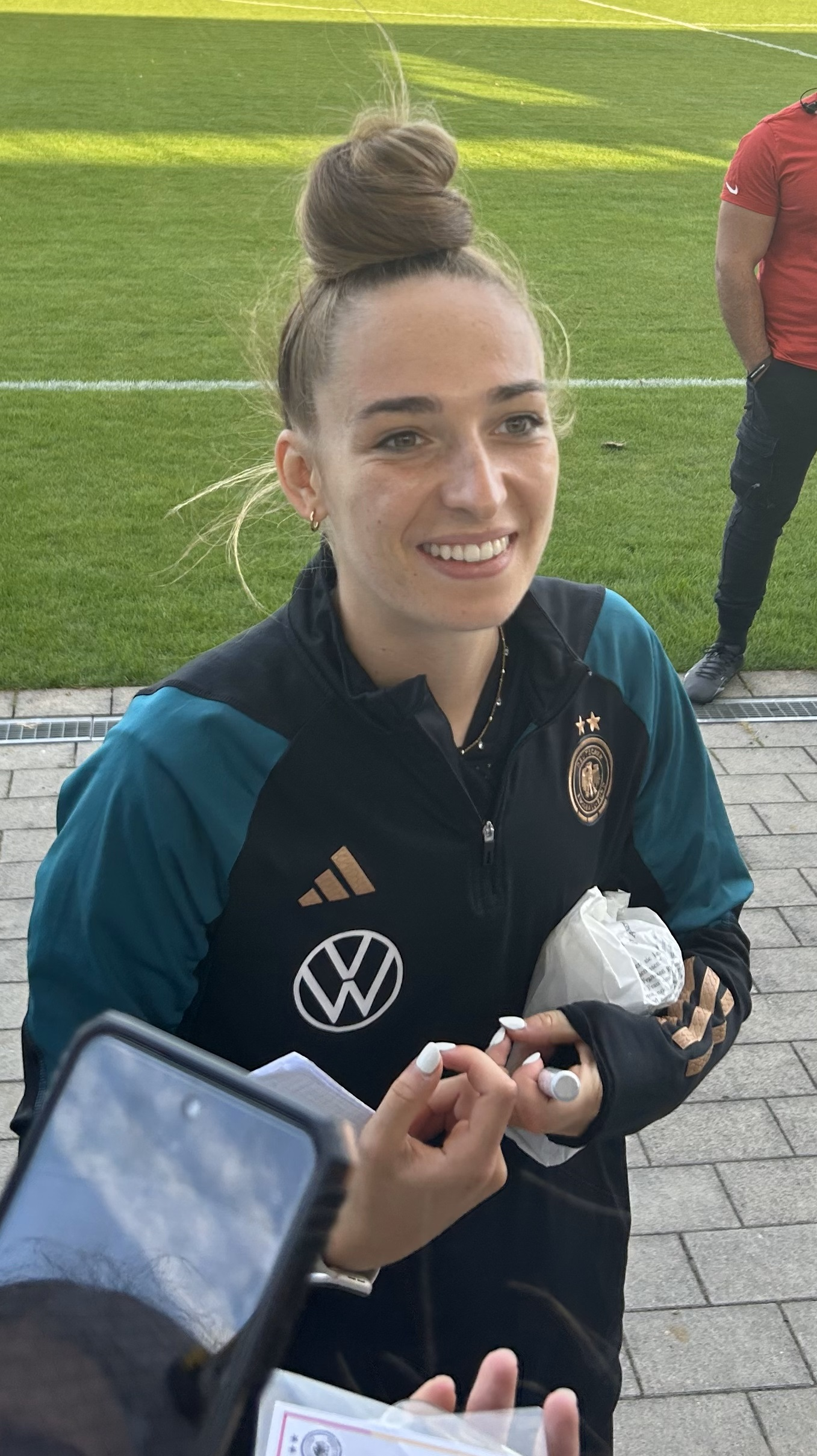
Sophia Kleinherne, Trainingseinheit der Nationalmannschaft im Stadion am Brentanobad, Frankfurt am Main, 19. September 2023.

In einem Interview mit dem Hessischen Rundfunk vom Mai 2023 sprach sich Kleinherne, auf die Frage, ob sie sich gleiche Bezahlung von Frauen und Männern in der Bundesliga wünsche, dafür aus, zunächst einmal gleiche Bedingungen für den Frauenfußball wie bei den Männern zu schaffen. Wichtiger als gleiche Bezahlung seien zunächst einmal gute Sportplätze, eigene Kabinen und Strukturen, in denen sich die Spielerinnen maximal entwickeln können. So entstehe auch fairer Wettbewerb zwischen finanziell gut ausgestatteten und weniger gut ausgestatteten Vereinen. Die gleiche Bezahlung wie bei den Männern sei dem erstmal unterzuordnen. Kleinherne tritt für ein Grundgehalt für Bundesliga-Spielerinnen ein, damit diese neben dem Fußball nicht einer hauptberuflichen Arbeit nachgehen müssen, um den grundlegenden Lebensunterhalt bestreiten zu können.

## Erfolge und Auszeichnungen
- Finalist Europameisterschaft 2022
- Algarve-Cup-Sieger 2020 (kampflos)
- U18-Länderpokalsiegerin: 2015 (mit der Westfalen-Auswahl), 2017 (mit der Hessen-Auswahl)
- U17-Europameisterin: 2016
- U19-Vize-Europameisterin: 2019
- Fritz-Walter-Medaille (beste U17-Spielerin) in Bronze: 2017
- Fritz-Walter-Medaille in Silber: 2018